# Trnorep mezopotámský
Trnorep mezopotámský či mesopotámský (Saara loricata) je trnorep obývající území východního Iráku a jihozápadního Íránu. Možný je i výskyt v Kuvajtu, tento údaj je však zapotřebí potvrdit.

## Popis
Na první pohled trnorepové jistě zaujmou svým silným trnitým ocasem. Ten jim slouží nejen k účinné obraně, ale dovede s ním uzavřít otvory svých úkrytů tak, že ostré trny nechá čnít ven. Dalším nápadným znakem je kulatá hlava s výraznými nadočnicovými oblouky. Tělo je zploštělé a celkově působí trnorepové poněkud zavalitě. Mohou připomínat americké čukvaly, s nimiž však nejsou nijak příbuzní. Měří až okolo 50 cm a váží i přes 1 kg.

## Taxonomie
Trnorepové patří mezi agamovité ještěry. Vytváří však samostatnou podčeleď Uromasticinae, do které náleží dva rody: Saara a Uromastyx.

## Ekologie
Vyhledávají kamenité pouště a polopouště s řídkou vegetací. Obecně jsou trnorepové velmi teplomilní. Hlavní složkou jejich jídelníčku je totiž suchá, málo výživná rostlinná strava, aby ji byli schopni strávit, potřebují přijmout skutečně velké množství energie v podobě tepla. K regulaci tělesné teploty jim napomáhá barvoměna — na slunci získávají světlejší barvu, naproti tomu v chladu tmavnou. Tmavá barva lépe pohlcuje teplo a ještěři se rychleji vyhřejí.

## Chov
Trnorep mezopotámský je chován jen v několika málo zařízeních. V České republice je lze vidět pouze v Zoo Praha, která je také poprvé rozmnožila.